# 책도둑 (영화)
《책도둑》(The Book Thief)은 2013년 공개된 미국의 영화이다.
2013년 10월 3일 밀 밸리 영화제에서 초연되었으며, 2013년 11월 8일 미국에서 일반 배급을 위해 개봉되었다. 이 영화는 극장 개봉 후 엇갈린 평가를 받았으며 일부 평론가는 "전쟁에 대한 더 신선한 관점"을 칭찬했다. " 그리고 다른 비평가들은 영화의 "희망적인 내러티브"를 비난하면서 이야기 속의 "일관된 인류의 실마리"에 초점을 맞췄다. 1,900만 달러의 예산으로 영화는 7,600만 달러 이상의 수익을 올리며 흥행에 성공했다.

## 줄거리
1938년 독일, '사신'은 어린 소녀 리젤 메밍거에게 흥미를 느낀다. 리젤은 남동생의 사망 이후 양부모인 로자 후버만과 한스 후버만에게 맡겨진다. 이웃 소년 루디 슈타이너와 친구가 된 리젤은 나치 청소년단에 가입한다. 어느 날, 나치 서적 소각식에서 리젤은 불에 그을린 책을 줍고, 시장의 아내 일자 헤르만은 리젤에게 자신의 서재를 개방한다. 하지만 시장은 리젤의 방문을 막고 로자를 해고한다.
크리스탈나흐트 이후, 한스의 1차 세계대전 전우의 아들인 유대인 청년 막스 반덴버그는 후버만 가족의 집에 숨게 된다. 처음에는 리젤의 방에서 지내던 막스는 그녀와 친해지고, 그들은 히틀러에 대한 증오를 공유한다. 막스는 지하실로 옮겨지지만 건강이 악화된다. 리젤은 시장의 서재에서 '빌린' 책들을 읽어주며 막스의 회복을 돕는다.
리젤이 책을 훔치는 것을 본 루디는 막스의 존재를 알게 되지만 비밀을 지키기로 약속한다. 하지만 친구 프란츠가 막스의 일기장을 보고 비밀을 캐내려 하자 루디는 일기장을 강에 던진다. 리젤은 그를 믿을 수 있음을 깨닫는다. 이후 나치 당원이 후버만 가족의 집을 조사하려 하자 막스는 숨는다. 한스는 유대인 친구가 체포되는 것을 막으려다 군인들에게 폭행당하고, 그 결과 가족의 안전이 위태로워진다는 것을 깨닫는다. 막스는 후버만 가족을 보호하기 위해 떠나고, 한스는 군에 징집된다.
학교에서 돌아오던 리젤은 유대인 행렬에서 막스를 발견하고 그의 이름을 외치며 달려나가지만, 군인들에게 저지당한다. 다행히 로자가 그녀를 집으로 데려간다. 한스는 부상을 입고 집으로 돌아온다. 어느 날 밤, 폭격으로 인해 한스, 로자, 루디, 루디의 가족은 사망한다. 리젤은 다행히 지하실에서 자고 있다가 살아남고, 잔해 속에서 책을 발견한다.
2년 후, 독일이 연합군에게 점령된 후 리젤은 루디의 아버지의 재단소에서 일한다. 어느 날 막스가 갑자기 나타난다. 이야기는 사신이 리젤의 삶과 90세의 나이에 사망하는 것을 회상하는 것으로 마무리된다. 그녀는 결혼하여 자녀와 손주를 두었고 유명 작가가 되었다.

## 출연

### 주연
- 소피 넬리스
- 제프리 러쉬
- 에밀리 왓슨

### 조연
- 로저 알람
- 하이케 마카취일
- 고트하드 랭
- 커스틴 블록
- 올리버 스토코브스키
- 요아힘 파울 아스뷰크
- 힐드가드 쇼로드터
- 산드라 네델레프
- 니코 리어쉬

## 기타
- 프로듀서: 카렌 로젠펠트
- 미술: 사이몬 엘리어트
- 세트: 마르크 로신스키
- 의상: 안나 B. 쉐파드
- 배역: 케이트 도드